# Olpium robustum
Olpium robustum är en spindeldjursart som beskrevs av E.N. Murthy och Taracad Narayanan Ananthakrishnan 1977. Olpium robustum ingår i släktet Olpium och familjen Olpiidae. Inga underarter finns listade i Catalogue of Life.